# Сісайд (Каліфорнія)
Сісайд (англ. Seaside) — місто (англ. city) в США, в окрузі Монтерей штату Каліфорнія. Населення — 32 366 осіб (2020).

## Географія
Сісайд розташований за координатами 36°37′30″ пн. ш. 121°49′25″ зх. д. / 36.62500° пн. ш. 121.82361° зх. д. (36.625114, -121.823565).  За даними Бюро перепису населення США в 2010 році місто мало площу 24,28 км², з яких 23,92 км² — суходіл та 0,36 км² — водойми.

## Демографія
Згідно з переписом 2010 року, у місті мешкало 33 025 осіб у 10 093 домогосподарствах у складі 7373 родин. Густота населення становила 1360 осіб/км².  Було 10872 помешкання (448/км²).
Расовий склад населення:
| - 48,4 % — білих - 9,7 % — азіатів - 8,4 % — чорних або афроамериканців - 1,6 % — вихідців з тихоокеанських островів - 1,1 % — корінних американців - 22,9 % — осіб інших рас |

До двох чи більше рас належало 7,9 %. Частка іспаномовних становила 43,4 % від усіх жителів.
За віковим діапазоном населення розподілялося таким чином: 27,0 % — особи молодші 18 років, 64,4 % — особи у віці 18—64 років, 8,6 % — особи у віці 65 років та старші. Медіана віку мешканця становила 30,6 року. На 100 осіб жіночої статі у місті припадало 100,5 чоловіків;  на 100 жінок у віці від 18 років та старших — 99,8 чоловіків також старших 18 років.
Середній дохід на одне домашнє господарство  становив 67 054 долари США (медіана — 51 704), а середній дохід на одну сім'ю — 69 268 доларів (медіана — 53 092). Медіана доходів становила 38 062 долари для чоловіків та 32 252 долари для жінок. За межею бідності перебувало 18,7 % осіб, у тому числі 25,8 % дітей у віці до 18 років та 17,5 % осіб у віці 65 років та старших.
Цивільне працевлаштоване населення становило 14 636 осіб. Основні галузі зайнятості: мистецтво, розваги та відпочинок — 27,8 %, освіта, охорона здоров'я та соціальна допомога — 20,3 %, роздрібна торгівля — 11,1 %, науковці, спеціалісти, менеджери — 10,4 %.